# Adrian Bodmer
Adrian «Adi» Bodmer (* 6. März 1995 in Wil) ist ein Schweizer Tennisspieler.

## Karriere
Adrian Bodmer begann im Alter von sieben Jahren Tennis zu spielen. Nachdem er auf der ITF Junior Tour 136 Spiele, bei einer Bilanz von 83:53, bestritten hatte, wechselte er 2011 zu den Profis.
In seinem ersten Jahr auf ITF Future Tour, der niedrigsten Leistungsstufe im Profitennis, spielte er sechs Turniere, in welchen er es aber nur einmal, beim Doppelwettbewerb in Schwieberdingen, in den Hauptbewerb schaffte. Zudem bestritt er in dieser Saison ein Challengerturnier in Oberstaufen, wo er, nach einem Freilos in der ersten Qualifikationsrunde, in der zweiten Runde der Qualifikation an Jaan-Frederik Brunken scheiterte. In den Jahren 2012 bis 2015 bestritt Bodmer kein einziges Spiel auf Challenger Tour, sondern nur bei ITF Future-Turnieren. 2016 konnte er sein erstes Future-Turnier gewinnen: im griechischen Iraklio gewann er gemeinsam mit Jakob Sude den Doppelwettbewerb.
Sein erstes Spiel auf der ATP Tour absolvierte er 2017. Während er beim Turnier in Gstaad durch eine Wildcard im Qualifikationsbewerb landete, dort die erste Runde gegen Arthur De Greef gewann und in der zweiten an Gleb Sakharov scheiterte, kam er bei seinem zweiten ATP-Turnier in Basel nicht über die erste Qualifikationsrunde hinaus. In dieser verlor er mit 5:7 und 3:6 gegen Michail Kukuschkin. Zudem wurde er in diesem Jahr zum ersten Mal für die Schweizer Davis-Cup-Mannschaft nominiert und bestritt in Biel im Rahmen der Weltgruppen-Relegation gegen Belarus das Doppel mit Luca Margaroli, welches er aber in drei Sätzen verlor.
Aktuell spielt Adrian Bodmer beim TC Altenstadt in der Österreichischen Tennis-Bundesliga.